# Aechmea subpetiolata
Aechmea subpetiolata är en gräsväxtart som beskrevs av Lyman Bradford Smith. Aechmea subpetiolata ingår i släktet Aechmea och familjen Bromeliaceae. Inga underarter finns listade i Catalogue of Life.